# Dorothea Wiererová
Dorothea Wiererová, nepřechýleně Dorothea Wierer (* 3. dubna 1990 Bruneck), je italská biatlonistka, čtyřnásobná mistryně světa, dvojnásobná vítězka světového poháru a trojnásobná bronzová medailistka ze Zimních olympijských her 2014, 2018 a 2022.
Je držitelkou dvou velkých křišťálových glóbů za celkové vítězství v hodnocení světového poháru z let 2018/2019 a 2019/2020. Stala se první Italkou, která ovládla celkové hodnocení světového poháru a následně teprve čtvrtou biatlonistkou v historii, která dokázala celkové vítězství obhájit.
Ve světovém poháru ve své dosavadní kariéře vyhrála šestnáct individuálních závodů, první z nich prosinci 2015 ve švédském Östersundu, kde ovládla vytrvalostní závod. Pětkrát triumfovala jako členka italské ženské, resp. smíšené štafety.

## Výsledky

### Olympijské hry a mistrovství světa
Wiererová je desetinásobnou účastnicí mistrovství světa v biatlonu a rovněž účastnicí tří zimních olympijských her. Dokázala získat celkem tři tituly mistryně světa v individuálních závodech na mistrovství světa a tři bronzové olympijské medaile.
Pod olympijskými kruhy závodila poprvé v Soči, kde jako členka smíšené italské smíšené štafety vybojovala bronzovou medaili. O čtyři roky později v Pchjongčchangu dokázala italský výběr umístění obhájit. V roce 2022 dokázala ve sprintu vybojovat první individuální olympijský cenný kov.
Na světových šampionátech debutovala jako 20letá v roce 2011 v Chanty-Mansijsku, kde nejlépe obsadila čtvrté místo v ženské štafetě a deváté ve stíhacím závodě. Na stupně vítězů vystoupala poprvé na Mistrovství světa 2013 v Novém Městě na Moravě jako členka italské ženské štafety. O dva roky později ve finském Kontiolahti toto umístění obhájila. První individuální medaile z mistrovství se dočkala v norském Oslu v roce 2016, kde ve stíhacím závodě dojela na druhém místě. Na östersundském Mistrovství světa 2019 zkompletovala sbírku medailí – bronzovou medaili získala ze smíšených štafet, stříbrnou medaili ze závodu smíšených dvojic společně s Lukasem Hoferem a v závodě s hromadným startem vybojovala své první zlato, díky čemuž se stala první Italkou v historii, která získala nejcennější kov na světovém šampionátu. Nejúspěšnější šampionát představovala účast na domácím Mistrovství světa 2020 v Anterselvě, kde se radovala ve stíhacím a následně i vytrvalostním závodě. Dvě stříbrné medaile přidala ze smíšené štafety a závodu s hromadným startem.
| Sezóna  | D   | Místo                | SP  | SZ  | HZ  | IZ  | ŠT  | SŠT | SZD | Věk    |
| ------- | --- | -------------------- | --- | --- | --- | --- | --- | --- | --- | ------ |
| 2010/11 | MS  | Chanty-Mansijsk      | 28. | 9.  | 21. | –   | 4.  | –   | ×   | 20 let |
| 2011/12 | MS  | Ruhpolding           | 61. | –   | –   | 41. | 12. | –   | ×   | 21 let |
| 2012/13 | MS  | Nové Město na Moravě | 21. | 30. | –   | 58. | 3.  | 4.  | ×   | 22 let |
| 2013/14 | ZOH | Soči                 | 6.  | 16. | 24. | DNS | 5.  | 3.  | ×   | 23 let |
| 2014/15 | MS  | Kontiolahti          | 20. | 9.  | 27. | 4.  | 3.  | 7.  | ×   | 24 let |
| 2015/16 | MS  | Oslo                 | 5.  | 2.  | 20. | 8.  | 7.  | 8.  | ×   | 25 let |
| 2016/17 | MS  | Hochfilzen           | 21. | 10. | 8.  | 16. | 5.  | 4.  | ×   | 26 let |
| 2017/18 | ZOH | Pchjongčchang        | 18. | 15. | 6.  | 7.  | 9.  | 3.  | ×   | 27 let |
| 2018/19 | MS  | Östersund            | 10. | 20. | 1.  | 8.  | –   | 3.  | 2.  | 28 let |
| 2019/20 | MS  | Anterselva           | 7.  | 1.  | 2.  | 1.  | 10. | 2.  | –   | 29 let |
| 2020/21 | MS  | Pokljuka             | 20. | 4.  | 8.  | 9.  | 9.  | 6.  | 5.  | 30 let |
| 2021/22 | ZOH | Peking               | 3.  | 6.  | 22. | 18. | 5.  | 9.  | ×   | 31 let |
| 2022/23 | MS  | Oberhof              | 19. | 11. | 14. | 15. | 1.  | 2.  | –   | 32 let |
| 2023/24 | MS  | Nové Město na Moravě | 10. | 21. | 20. | 14. | 11. | 10. | –   | 33 let |
| 2024/25 | MS  | Lenzerheide          | 21. | DNS | –   | DNS | 7.  | 7.  | 7.  | 34 let |

Poznámka: Výsledky z olympijských her se do hodnocení světového poháru nezapočítávají; výsledky z mistrovství světa se dříve započítávaly, od mistrovství světa v roce 2023 se nezapočítávají.

### Světový pohár

#### Sezóna 2008/2009
| ČSP              | Místo            | SP           | SZ | HZ | IZ  | ŠT | SŠT | STŘ |
| ---------------- | ---------------- | ------------ | -- | -- | --- | -- | --- | --- |
| 4.               | Oberhof          | 69.          | –  | –  | –   | –  | –   | –   |
| 7.               | Vancouver        | 72.          | –  | –  | DNS | –  | –   | –   |
| celkové umístění | celkové umístění | –            | –  | –  | –   | –  | –   | ?   |
| celkové umístění | celkové umístění | 0 bodů (nkl) |    |    |     | –  | –   | ?   |

#### Sezóna 2010/2011
| ČSP              | Místo            | SP            | SZ  | HZ  | IZ  | ŠT | SŠT | STŘ |
| ---------------- | ---------------- | ------------- | --- | --- | --- | -- | --- | --- |
| 2.               | Hochfilzen       | 81.           | –   | –   | –   | 9. | –   | –   |
| 4.               | Oberhof          | 64.           | –   | –   | –   | 9. | –   | –   |
| 5.               | Ruhpolding       | 23.           | 36. | –   | DNS | –  | –   | –   |
| 9.               | Oslo             | 45.           | 43. | –   | –   | –  | –   | –   |
| Celkové umístění | Celkové umístění | 58.           | 46. | 40. | –   | 7. | –   | ?   |
| Celkové umístění | Celkové umístění | 86 bodů (54.) |     |     |     | 7. | –   | ?   |

#### Sezóna 2011/2012
| ČSP              | Místo                | SP           | SZ  | HZ | IZ  | ŠT  | SŠT | STŘ |
| ---------------- | -------------------- | ------------ | --- | -- | --- | --- | --- | --- |
| 1.               | Östersund            | 71.          | –   | –  | 48. | –   | –   | –   |
| 2.               | Hochfilzen           | 50.          | DNS | –  | –   | 7.  | –   | –   |
| 3.               | Hochfilzen           | 52.          | 42. | –  | –   | –   | –   | –   |
| 4.               | Oberhof              | 58.          | –   | –  | –   | 10. | –   | –   |
| 5.               | Nové Město na Moravě | 35.          | 47. | –  | 68. | –   | –   | –   |
| 6.               | Anterselva           | 49.          | –   | –  | –   | 7.  | –   | –   |
| 7.               | Oslo                 | 49.          | 44. | –  | –   | –   | –   | –   |
| 8.               | Kontiolahti          | 63.          | –   | –  | –   | –   | –   | –   |
| Celkové umístění | Celkové umístění     | 5            | nkl | –  | –   | 9.  | –   | ?   |
| Celkové umístění | Celkové umístění     | 5 body (91.) |     |    |     | 9.  | –   | ?   |

#### Sezóna 2012/2013
| ČSP              | Místo            | SP             | SZ  | HZ | IZ  | ŠT  | SŠT | STŘ |
| ---------------- | ---------------- | -------------- | --- | -- | --- | --- | --- | --- |
| 1.               | Östersund        | 67.            | –   | –  | 49. | –   | –   | –   |
| 2.               | Hochfilzen       | 38.            | 30. | –  | –   | 11. | –   | –   |
| 4.               | Oberhof          | 22.            | 18. | –  | –   | 6.  | –   | –   |
| 5.               | Ruhpolding       | 82.            | –   | –  | –   | 5.  | –   | –   |
| 6.               | Anterselva       | 29.            | 21. | –  | –   | 8.  | –   | –   |
| 7.               | Oslo             | 60.            | DNS | –  | –   | –   | –   | –   |
| 8.               | Soči             | 61.            | –   | –  | 20. | –   | –   | –   |
| 9.               | Chanty-Mansijsk  | 32.            | 19. | –  | –   | –   | –   | –   |
| Celkové umístění | Celkové umístění | 40.            | 29. | –  | 39. | 6.  | –   | ?   |
| Celkové umístění | Celkové umístění | 171 bodů (38.) |     |    |     | 6.  | –   | ?   |

#### Sezóna 2013/2014
| ČSP              | Místo            | SP             | SZ  | HZ  | IZ  | ŠT | SŠT | STŘ |
| ---------------- | ---------------- | -------------- | --- | --- | --- | -- | --- | --- |
| 1.               | Östersund        | 40.            | –   | –   | 7.  | –  | 4.  | –   |
| 2.               | Hochfilzen       | 38.            | 22. | –   | –   | 9. | –   | –   |
| 3.               | Annecy           | 32.            | 27. | –   | –   | 7. | –   | –   |
| 4.               | Oberhof          | 9.             | 21. | 23. | –   | –  | –   | –   |
| 5.               | Ruhpolding       | –              | 20. | –   | 15. | 7. | –   | –   |
| 6.               | Anterselva       | 25.            | 20. | –   | –   | –  | –   | –   |
| 7.               | Pokljuka         | 5.             | 3.  | 17. | –   | –  | –   | –   |
| 8.               | Kontiolahti      | 33.            | 46. | –   | –   | –  | –   | –   |
| 8.               | Kontiolahti      | 7.             | 46. | –   | –   | –  | –   | –   |
| 9.               | Oslo             | DNF            | –   | 28. | –   | –  | –   | –   |
| Celkové umístění | Celkové umístění | 19.            | 17. | 20. | 7.  | 6. | 3.  | ?   |
| Celkové umístění | Celkové umístění | 399 bodů (16.) |     |     |     | 6. | 3.  | ?   |

#### Sezóna 2014/2015
| ČSP              | Místo                | SP            | SZ           | HZ           | IZ           | ŠT           | SŠT          | STŘ          |
| ---------------- | -------------------- | ------------- | ------------ | ------------ | ------------ | ------------ | ------------ | ------------ |
| 1.               | Östersund            | 4.            | 3.           | –            | DNS          | –            | –            | –            |
| 2.               | Hochfilzen           | 12.           | 14.          | –            | –            | 4.           | –            | –            |
| 3.               | Pokljuka             | 2.            | 4.           | 6.           | –            | –            | –            | –            |
| 4.               | Oberhof              | 2.            | –            | 12.          | –            | 5.           | –            | –            |
| 5.               | Ruhpolding           | 9.            | –            | 13.          | –            | 9.           | –            | –            |
| 6.               | Anterselva           | 17.           | 10.          | –            | –            | 6.           | –            | –            |
| 7.               | Nové Město na Moravě | nestartovala  | nestartovala | nestartovala | nestartovala | nestartovala | nestartovala | nestartovala |
| 8.               | Oslo                 | 6.            | –            | –            | 14.          | 2.           | –            | –            |
| 9.               | Chanty-Mansijsk      | 5.            | 8.           | 15.          | –            | –            | –            | –            |
| Celkové umístění | Celkové umístění     | 4.            | 5.           | 13.          | 14.          | 11.          | 15.          | ?            |
| Celkové umístění | Celkové umístění     | 745 bodů (7.) |              |              |              | 11.          | 15.          | ?            |

#### Sezóna 2015/2016
| ČSP              | Místo            | SP            | SZ  | HZ  | IZ | ŠT | SŠT | SZD | STŘ  |
| ---------------- | ---------------- | ------------- | --- | --- | -- | -- | --- | --- | ---- |
| 1.               | Östersund        | 20.           | 2.  | –   | 1. | –  | –   | –   | –    |
| 2.               | Hochfilzen       | 16.           | 8.  | –   | –  | 1. | –   | –   | –    |
| 3.               | Pokljuka         | 16.           | 11. | 20. | –  | –  | –   | –   | –    |
| 4.               | Ruhpolding       | 6.            | 3.  | 25. | –  | –  | –   | –   | –    |
| 5.               | Ruhpolding       | –             | –   | 8.  | 1. | 3. | –   | –   | –    |
| 6.               | Anterselva       | 2.            | 3.  | –   | –  | 4. | –   | –   | –    |
| 7.               | Canmore          | 3.            | –   | 1.  | –  | –  | 2.  | –   | –    |
| 8.               | Presque Isle     | 7.            | 9.  | –   | –  | 5. | –   | –   | –    |
| 9.               | Chanty-Mansijsk  | 5.            | 3   | ZRU | –  | –  | –   | –   | –    |
| Celkové umístění | Celkové umístění | 3.            | 2.  | 8.  | 1. | 4. | 7.  | 7.  | 86 % |
| Celkové umístění | Celkové umístění | 965 bodů (3.) |     |     |    | 4. | 7.  | 7.  | 86 % |

#### Sezóna 2016/2017
| ČSP              | Místo                | SP            | SZ  | HZ  | IZ  | ŠT | SŠT | SZD | STŘ  |
| ---------------- | -------------------- | ------------- | --- | --- | --- | -- | --- | --- | ---- |
| 1.               | Östersund            | 19.           | 3.  | –   | 30. | –  | 3.  | –   |      |
| 2.               | Pokljuka             | 21.           | 18. | –   | –   | –  | –   | –   |      |
| 3.               | Nové Město na Moravě | 7.            | 2.  | 3.  | –   | –  | –   | –   |      |
| 4.               | Oberhof              | 6.            | 8.  | 17. | –   | –  | –   | –   |      |
| 5.               | Ruhpolding           | 5.            | 7.  | –   | –   | –  | –   | –   |      |
| 6.               | Anterselva           | –             | –   | 17. | 30. | 3. | –   | –   |      |
| 7.               | Pchjongčchang        | 13.           | 18. | –   | –   | 5. | –   | –   |      |
| 8.               | Kontiolahti          | 21.           | 37. | –   | –   | –  | 7.  | –   |      |
| 9.               | Holmenkollen         | 19.           | 8.  | 15. | –   | –  | –   | –   |      |
| Celkové umístění | Celkové umístění     | 8.            | 5.  | 5.  | 22. | 6. | 7.  | 7.  | 85 % |
| Celkové umístění | Celkové umístění     | 721 bodů (5.) |     |     |     | 6. | 7.  | 7.  | 85 % |

#### Sezóna 2017/2018
| ČSP              | Místo            | SP            | SZ  | HZ  | IZ  | ŠT  | SŠT | SZD | STŘ  |
| ---------------- | ---------------- | ------------- | --- | --- | --- | --- | --- | --- | ---- |
| 1.               | Östersund        | 9.            | 13. | –   | 52. | –   | 2.  | –   |      |
| 2.               | Hochfilzen       | 3.            | 4.  | –   | –   | 12. | –   | –   |      |
| 3.               | Annecy           | 15.           | 11. | 9.  | –   | –   | –   | –   |      |
| 4.               | Oberhof          | 16.           | 2.  | –   | –   | 6.  | –   | –   |      |
| 5.               | Ruhpolding       | –             | –   | 20. | 1.  | 2.  | –   | –   |      |
| 6.               | Anterselva       | 7.            | 2.  | 7.  | –   | –   | –   | –   |      |
| 7.               | Kontiolahti      | 18.           | –   | 21. | –   | –   | 1.  | –   |      |
| 8.               | Holmenkollen     | 39.           | 11. | –   | –   | 3.  | –   | –   |      |
| 9.               | Ťumeň            | 7.            | 16. | 19. | –   | –   | –   | –   |      |
| Celkové umístění | Celkové umístění | 8.            | 4.  | 11. | 6.  | 3.  | 1.  | 1.  | 86 % |
| Celkové umístění | Celkové umístění | 681 bodů (5.) |     |     |     | 3.  | 1.  | 1.  | 86 % |

#### Sezóna 2018/2019
| ČSP              | Místo                | SP            | SZ  | HZ  | IZ  | ŠT  | SŠT | SZD | STŘ  |
| ---------------- | -------------------- | ------------- | --- | --- | --- | --- | --- | --- | ---- |
| 1.               | Pokljuka             | 2.            | 2.  | –   | 7.  | –   | 3.  | –   |      |
| 2.               | Hochfilzen           | 1.            | 3.  | –   | –   | 1.  | –   | –   |      |
| 3.               | Nové Město na Moravě | 9.            | 2.  | 4.  | –   | –   | –   | –   |      |
| 4.               | Oberhof              | 24.           | 5.  | –   | –   | –   | –   | –   |      |
| 5.               | Ruhpolding           | 6.            | –   | 19. | –   | 11. | –   | –   |      |
| 6.               | Anterselva           | 8.            | 1.  | 5.  | –   | –   | –   | –   |      |
| 7.               | Canmore              | –             | –   | -   | 22. | 4.  | –   | 1.  |      |
| 8.               | Soldier Hollow       | 8.            | 20. | –   | –   | –   | -   | 1.  |      |
| 9.               | Holmenkollen         | 11.           | 12. | 12. | –   | –   | –   | –   |      |
| Celkové umístění | Celkové umístění     | 2.            | 1.  | 2.  | 7.  | 6.  |     |     | 85 % |
| Celkové umístění | Celkové umístění     | 904 bodů (1.) |     |     |     | 6.  |     |     | 85 % |

#### Sezóna 2019/2020
| ČSP              | Místo                | SP            | SZ      | HZ      | IZ      | ŠT      | SŠT     | SZD     | STŘ  |
| ---------------- | -------------------- | ------------- | ------- | ------- | ------- | ------- | ------- | ------- | ---- |
| 1.               | Östersund            | 1.            | –       | –       | 7.      | 12.     | 1.      | –       |      |
| 2.               | Hochfilzen           | 1.            | 9.      | –       | –       | 11.     | –       | –       |      |
| 3.               | Annecy               | 22.           | 4.      | 2.      | –       | –       | –       | –       |      |
| 4.               | Oberhof              | 4.            | –       | 4.      | –       | 9.      | –       | –       |      |
| 5.               | Ruhpolding           | 33.           | 15.     | –       | –       | –       | –       | –       |      |
| 6.               | Pokljuka             | –             | –       | 9.      | 23.     | –       | –       | –       |      |
| 7.               | Nové Město na Moravě | 24.           | –       | 5.      | –       | 6.      | –       | –       |      |
| 8.               | Kontiolahti          | 19.           | 11.     | –       | –       | –       | zrušeno | zrušeno |      |
| 9.               | Holmenkollen         | zrušeno       | zrušeno | zrušeno | zrušeno | zrušeno | zrušeno | zrušeno |      |
| Celkové umístění | Celkové umístění     | 2.            | 2.      | 1.      | 2.      | 9.      | 5.      | 5.      | 82 % |
| Celkové umístění | Celkové umístění     | 793 bodů (1.) |         |         |         | 9.      | 5.      | 5.      | 82 % |

#### Sezóna 2020/2021
| ČSP              | Místo                    | SP            | SZ  | HZ  | IZ | ŠT  | SŠT | SZD | STŘ  |
| ---------------- | ------------------------ | ------------- | --- | --- | -- | --- | --- | --- | ---- |
| 1.               | Kontiolahti              | 22.           | –   | –   | 1. | –   | –   | –   |      |
| 2.               | Kontiolahti (2)          | 28.           | 20. | –   | –  | 6.  | –   | –   |      |
| 3.               | Hochfilzen               | 8.            | 6.  | –   | –  | 5.  | –   | –   |      |
| 4.               | Hochfilzen (2)           | 10.           | 5.  | 3.  | –  | –   | –   | –   |      |
| 5.               | Oberhof                  | 31.           | 7.  | –   | –  | –   |     | 7.  |      |
| 6.               | Oberhof (2)              | 2.            | –   | 6.  | –  | 15. | –   | –   |      |
| 7.               | Anterselva               | –             | –   | 17. | 4. | 4.  | –   | –   |      |
| 8.               | Nové Město na Moravě     | 5.            | 34. | –   | –  | 7.  | –   | –   |      |
| 9.               | Nové Město na Moravě (2) | 3.            | 5.  | –   | –  | –   | 2.  | –   |      |
| 10.              | Östersund                | 2.            | 18. |     | –  | –   | –   | –   |      |
| Celkové umístění | Celkové umístění         | 4.            | 7.  | 8.  | 1. | 8.  | 6.  | 6.  | 86 % |
| Celkové umístění | Celkové umístění         | 821 bodů (5.) |     |     |    | 8.  | 6.  | 6.  | 86 % |

#### Sezóna 2021/2022
| ČSP              | Místo             | SP            | SZ  | HZ  | IZ  | ŠT | SŠT | SZD | STŘ  |
| ---------------- | ----------------- | ------------- | --- | --- | --- | -- | --- | --- | ---- |
| 1.               | Östersund         | 23.           | –   | –   | 37. | –  | –   | –   |      |
| 2.               | Östersund (2)     | 16.           | 13. | –   | –   | 6. | –   | –   |      |
| 3.               | Hochfilzen        | 33.           | 31. | –   | –   | –  | –   | –   |      |
| 4.               | Annecy            | 19.           | 10. | 4.  | –   | –  | –   | –   |      |
| 5.               | Oberhof           | 10.           | 15. | –   | –   | –  | 7.  | –   |      |
| 6.               | Ruhpolding        | 3.            | 7.  | –   | –   | 6. | –   | –   |      |
| 7.               | Anterselva        | –             | –   | 1.  | 5.  | 4. | –   | –   |      |
| 8.               | Kontiolahti       | 17.           | 2.  | –   | –   | 3. | –   | –   |      |
| 9.               | Otepää            | 21.           | –   | 21. | –   | –  | –   | –   |      |
| 10.              | Holmenkollen-Oslo | 67.           | –   | 12. | –   | –  | –   | –   |      |
| Celkové umístění | Celkové umístění  | 13.           | 9.  | 3.  | 11. | 5. | 6.  | 6.  | 83 % |
| Celkové umístění | Celkové umístění  | 577 bodů (9.) |     |     |     | 5. | 6.  | 6.  | 83 % |

#### Sezóna 2022/2023

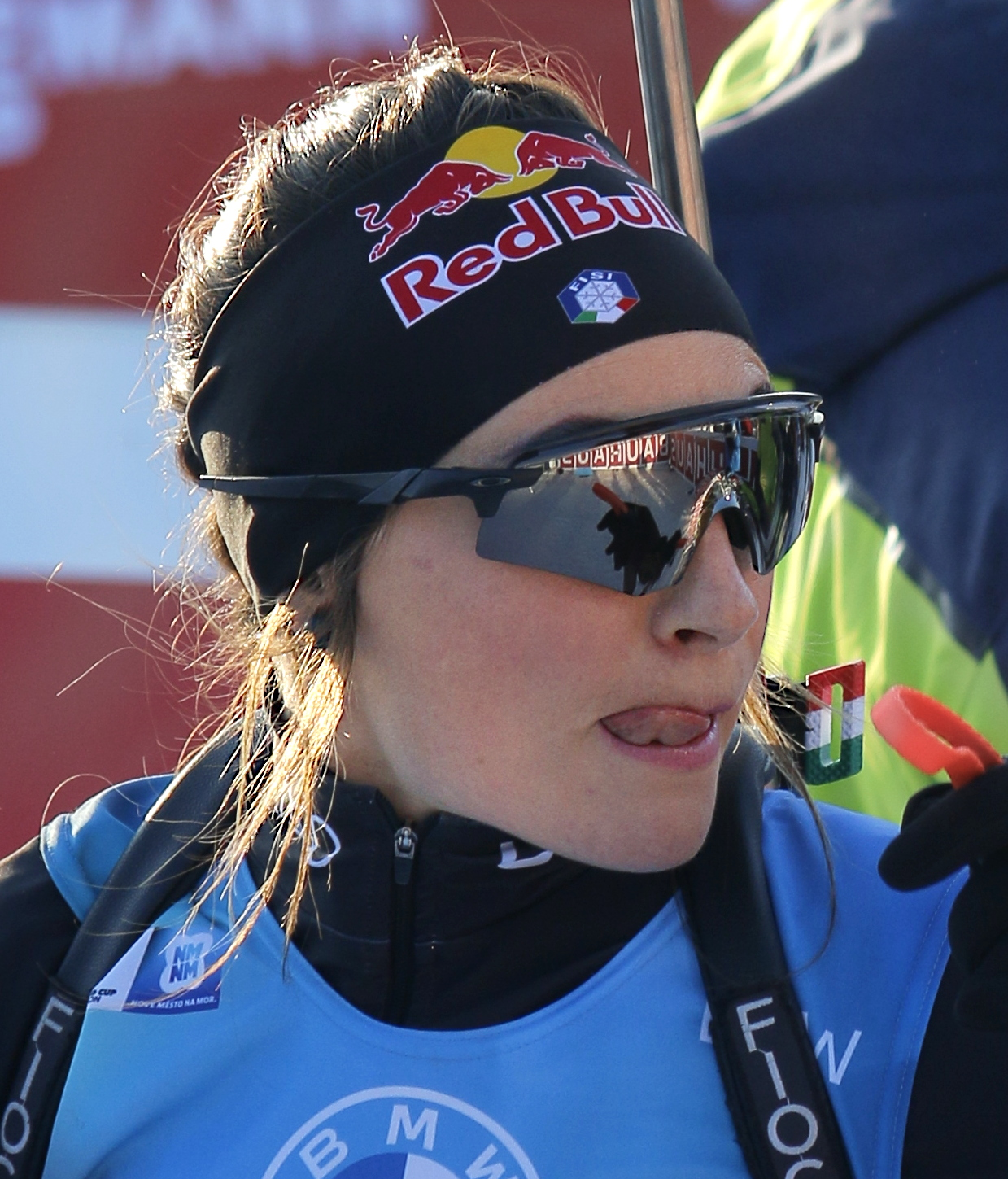
Dorothea Wiererová v Novém Městě na Moravě 2023

| ČSP              | Místo                | SP            | SZ  | HZ  | IZ  | ŠT | SŠT | SZD |
| ---------------- | -------------------- | ------------- | --- | --- | --- | -- | --- | --- |
| 1.               | Kontiolahti          | 9.            | 2.  | –   | 38. | –  | –   | –   |
| 2.               | Hochfilzen           | 7.            | 13. | –   | –   | 3. | –   | –   |
| 3.               | Annecy               | 13.           | 5.  | 12. | –   | –  | –   | –   |
| 4.               | Pokljuka             | 3.            | 2.  | –   | –   | –  | 2.  | –   |
| 5.               | Ruhpolding           | –             | –   | 23. | 4.  | 3. | –   | –   |
| 7.               | Anterselva           | 1.            | 7.  | –   | –   | 4. | –   | –   |
| 8.               | Nové Město na Moravě | 4.            | 15. | –   | –   | –  | –   | –   |
| 9.               | Östersund            | –             | –   | 1.  | 1.  | 4. | –   | –   |
| 10.              | Oslo-Holmenkollen    | 23.           | ZRU | 8.  | –   | –  | –   | –   |
| Celkové umístění | Celkové umístění     | 2.            | 3.  | 4.  | 5.  | 5. | 5.  | 5.  |
| Celkové umístění | Celkové umístění     | 911 bodů (2.) |     |     |     | 5. | 5.  | 5.  |

#### Sezóna 2023/2024
| ČSP              | Místo             | SP             | SZ           | HZ           | IZ           | ŠT           | SŠT          | SZD          |
| ---------------- | ----------------- | -------------- | ------------ | ------------ | ------------ | ------------ | ------------ | ------------ |
| 1.               | Östersund         | 17.            | 14.          | ×            | 17.          | 8.           | 3.           | –            |
| 2.               | Hochfilzen        | 26.            | 17.          | ×            | ×            | –            | ×            | ×            |
| 3.               | Lenzerheide       | 32.            | DNS          | –            | ×            | ×            | ×            | ×            |
| 4.               | Oberhof           | nestartovala   | nestartovala | nestartovala | nestartovala | nestartovala | nestartovala | nestartovala |
| 5.               | Ruhpolding        | nestartovala   | nestartovala | nestartovala | nestartovala | nestartovala | nestartovala | nestartovala |
| 6.               | Anterselva        | ×              | ×            | –            | 14.          | ×            | 2.           | –            |
| 8.               | Oslo-Holmenkollen | nestartovala   | nestartovala | nestartovala | nestartovala | nestartovala | nestartovala | nestartovala |
| 9.               | Soldier Hollow    | nestartovala   | nestartovala | nestartovala | nestartovala | nestartovala | nestartovala | nestartovala |
| 10.              | Canmore           | nestartovala   | nestartovala | nestartovala | nestartovala | nestartovala | nestartovala | nestartovala |
| Celkové umístění | Celkové umístění  | 43.            | 39.          | –            | 18.          | 5.           | 5.           | 5.           |
| Celkové umístění | Celkové umístění  | 150 bodů (40.) |              |              |              | 5.           | 5.           | 5.           |

#### Sezóna 2024/2025
| ČSP              | Místo                | SP             | SZ  | HZ  | IZ   | ŠT  | SŠT | SZD |
| ---------------- | -------------------- | -------------- | --- | --- | ---- | --- | --- | --- |
| 1.               | Kontiolahti          | 11.            | ×   | 6.  | 51.  | 4.  | 5.  | –   |
| 2.               | Hochfilzen           | 9.             | 20. | ×   | ×    | –   | ×   | ×   |
| 3.               | Annecy               | 20.            | 9.  | 29. | ×    | ×   | ×   | ×   |
| 4.               | Oberhof              | 19.            | 16. | ×   | ×    | ×   | –   | –   |
| 5.               | Ruhpolding           | ×              | ×   | 4.  | 47.  | 13. | ×   | ×   |
| 6.               | Anterselva           | 4.             | 33. | ×   | ×    | 5.  | ×   | ×   |
| 7.               | Nové Město na Moravě | 9.             | 6.  | ×   | ×    | 7.  | ×   | ×   |
| 8.               | Pokljuka             | ×              | ×   | –   | DNS  | ×   | –   | –   |
| 9.               | Oslo-Holmenkollen    | 35.            | 36. | 30. | ×    | ×   | ×   | ×   |
| Celkové umístění | Celkové umístění     | 9.             | 13. | 15. | nkl. | 6.  | 8.  | 8.  |
| Celkové umístění | Celkové umístění     | 446 bodů (13.) |     |     |      | 6.  | 8.  | 8.  |

### Juniorská mistrovství
Zúčastnila se pěti juniorských šampionátů v biatlonu. Celkově na těchto šampionátech získala pět zlatých medailí, z toho pět bylo individuálních a k tomu ještě přidala jednu stříbrnou a dvě bronzové medaile ze štafet.
| Sezóna  | D   | Místo                | SP  | SZ  | IZ  | ŠT  | Věk    |
| ------- | --- | -------------------- | --- | --- | --- | --- | ------ |
| 2006/07 | MSJ | Martell              | 16. | 14. | 10. | 12. | 16 let |
| 2007/08 | MSJ | Ruhpolding           | 8.  | 21. | 1.  | 3.  | 17 let |
| 2008/09 | MSJ | Canmore              | 4.  | 1.  | 7.  | 3.  | 18 let |
| 2009/10 | MSJ | Torsby               | 13. | 11. | 6.  | –   | 19 let |
| 2010/11 | MSJ | Nové Město na Moravě | 1.  | 1.  | 1.  | 2.  | 20 let |

## Vítězství v závodech světového poháru, na mistrovství světa a olympijských hrách

### Individuální
| Č.                           | sezóna    | datum              | místo                   | disciplína                |
| ---------------------------- | --------- | ------------------ | ----------------------- | ------------------------- |
| 1.                           | 2015/2016 | 3. prosince 2015   | Östersund, Švédsko      | vytrvalostní závod        |
| 2.                           | 2015/2016 | 14. ledna 2016     | Ruhpolding, Německo     | vytrvalostní závod        |
| 3.                           | 2015/2016 | 6. února 2016      | Canmore, Kanada         | závod s hromadným startem |
| 4.                           | 2017/2018 | 12. ledna 2018     | Ruhpolding, Německo     | vytrvalostní závod        |
| 5.                           | 2018/2019 | 13. prosince 2018  | Hochfilzen, Rakousko    | sprint                    |
| 6.                           | 2018/2019 | 26. ledna 2019     | Anterselva, Itálie      | stíhací závod             |
| 7.                           | 2018/2019 | 17. března 2019    | Östersund, Švédsko (MS) | závod s hromadným startem |
| 8.                           | 2019/2020 | 1. prosince 2019   | Östersund, Švédsko      | sprint                    |
| 9.                           | 2019/2020 | 13. prosince 2019  | Hochfilzen, Rakousko    | sprint                    |
| 10.                          | 2019/2020 | 16. února 2020     | Anterselva, Itálie (MS) | stíhací závod             |
| 11.                          | 2019/2020 | 18. února 2020     | Anterselva, Itálie (MS) | vytrvalostní závod        |
| 12.                          | 2020/2021 | 28. listopadu 2020 | Kontiolahti, Finsko     | vytrvalostní závod        |
| 13.                          | 2021/2022 | 23. ledna 2022     | Anterselva, Itálie      | závod s hromadným startem |
| 14.                          | 2022/2023 | 19. ledna 2023     | Anterselva, Itálie      | sprint                    |
| 15.                          | 2022/2023 | 9. března 2023     | Östersund, Švédsko      | vytrvalostní závod        |
| 16.                          | 2022/2023 | 12. března 2023    | Östersund, Švédsko      | závod s hromadným startem |
| – závod na mistrovství světa |           |                    |                         |                           |

### Kolektivní
| Č.                           | sezóna    | datum              | místo                         | disciplína           |
| ---------------------------- | --------- | ------------------ | ----------------------------- | -------------------- |
| 1.                           | 2015/2016 | 13. prosince 2015  | Hochfilzen, Rakousko          | štafeta              |
| 2.                           | 2017/2018 | 10. března 2018    | Kontiolahti, Finsko           | smíšená štafeta      |
| 3.                           | 2018/2019 | 16. prosince 2018  | Hochfilzen, Rakousko          | štafeta              |
| 4.                           | 2018/2019 | 17. února 2019     | Soldier Hollow, Spojené státy | smíšený závod dvojic |
| 5.                           | 2019/2020 | 30. listopadu 2019 | Östersund, Švédsko            | smíšená štafeta      |
| MS                           | 2022/2023 | 18. února 2023     | Oberhof, Německo (MS)         | štafeta              |
| – závod na mistrovství světa |           |                    |                               |                      |